# Pulheim
Pulheim è una città di 54 805 abitanti abitanti della Renania Settentrionale-Vestfalia, in Germania.
Appartiene al distretto governativo (Regierungsbezirk) di Colonia ed al circondario (Kreis) del Reno-Erft (targa BM).
Pulheim possiede lo status di "Media città di circondario" (Mittlere kreisangehörige Stadt).

## Geografia antropica

### Suddivisioni amministrative
Pulheim si divide in 12 zone (Stadtteil), corrispondenti all'area urbana e a 11 frazioni:
- Pulheim (area urbana)
- Brauweiler
- Dansweiler
- Freimersdorf
- Geyen
- Ingendorf
- Manstedten
- Orr
- Sinnersdorf
- Sinthern
- Stommeln
- Stommelerbusch

## Amministrazione

### Gemellaggi
- Guidel, Francia, dal 1969
- Fareham, Inghilterra, Regno Unito, dal 1984